# Héroïne
Pour les articles homonymes, voir Héroïne (homonymie).
L’héroïne, diamorphine ou plus  exactement diacétylmorphine, est un composé hétérocyclique à cinq noyaux d'origine semi-synthétique de la sous-classe des morphinanes. Cette substance psychotrope est utilisée pour ses très puissants effets analgésique et euphorisant. C'est aussi l'une des plus toxico-dépendantes, accoutumantes, dangereuses (par les risques fréquents de surdosage) et destructrices de toutes les drogues. Découverte par Charles Romley Alder Wright en 1874, c'est un opioïde obtenu par acétylation de la morphine, le principal alcaloïde issu du latex du pavot à opium. 
Sa consommation est extrêmement addictive et peut entraîner une très forte dépendance aussi bien physique que psychique. En effet, l'administration d'héroïne engendre une augmentation très forte du niveau d'endorphines ( ou « endomorphine » ) et de dopamine, ce dernier s'accroissant d'environ 200 % dans le système de récompense du cerveau. 
Elle est utilisée à des fins médicales comme analgésique, mais surtout de manière illégale dans des cadres d'utilisations récréatives. Son usage chronique est susceptible d'entraîner une très forte accoutumance chez le sujet.
L'héroïne est une substance contrôlée au niveau international. Elle figure sur les tableaux I et IV de la Convention unique sur les stupéfiants. Elle est classée comme stupéfiant dangereux. Sa vente est à ce titre interdite et elle donne lieu à un important trafic illégal.

## Historique

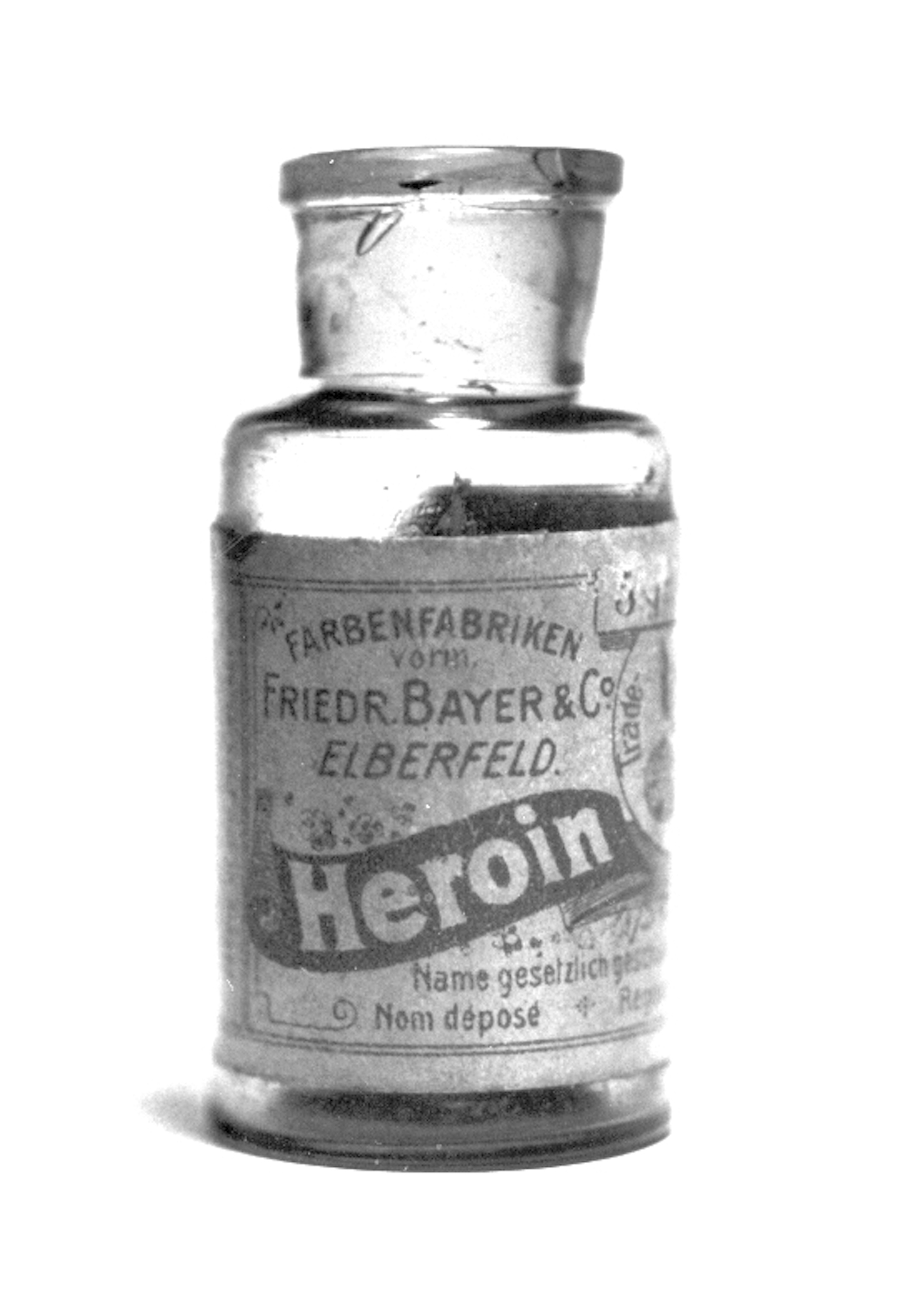
Bouteille d'« Heroin » vendue par Bayer (vers 1895-1900) : disponible en pharmacie, elle contenait 5 % d'héroïne pure.

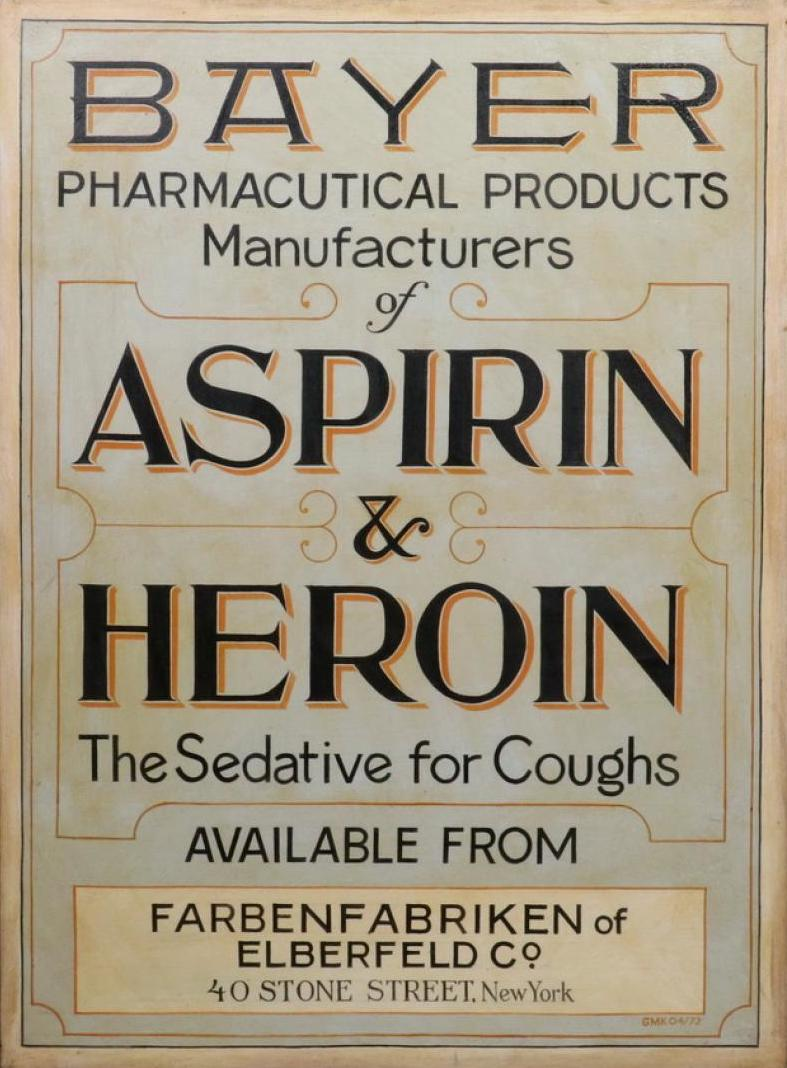
Affiche publicitaire de Bayer pour drug stores dans les États-Unis, avant la prohibition de l'héroïne en 1924.

Elle est synthétisée pour la première fois à partir de la morphine en 1874 par Charles Romley Alder Wright travaillant au St Mary's Hospital de Londres, mais son potentiel n'est pas reconnu.
Elle est de nouveau synthétisée en 1898 par Heinrich Dreser (ou par Felix Hoffmann qui travaille pour Dreser), un chimiste allemand de l'entreprise pharmaceutique Bayer qui l’exploitera comme médicament pour différentes affections respiratoires dont la tuberculose. Bayer dépose le nom « Heroin », du terme allemand heroisch (« héroïque ») parce qu’on pensait qu’elle permettrait de soigner l’addiction à la morphine sans induire d’accoutumance, très répandue à l’époque notamment depuis que l'usage s'en était produit chez les soldats de la guerre de Sécession ou lors de la guerre de 1870. Ironie du sort, car la morphine elle-même avait été préconisée comme substitut à l'opium : l’héroïne allait devenir l’un des fléaux du XXe siècle. En effet, elle était, avant 1914, vendue librement en pharmacie, entre autres sous la forme de pilule antitussive, contre l’asthme, la diarrhée et même comme somnifère pour enfants. À cette époque, la plupart des substances connues aujourd'hui comme addictives (opiacés, cocaïne, etc.) étaient alors en vente libre en pharmacie.
L’héroïne, du fait de sa popularité et de son mode de diffusion, devient vite un problème de santé publique et dès 1918, la Société des Nations s’engage dans une campagne contre l’héroïne avançant qu’un produit aussi dangereux doit être supprimé par une action internationale. En 1920, c’est le corps médical américain lui-même qui en demande la prohibition. En 1923, un premier texte international réglemente l’usage d’héroïne même si dès 1925 un sociologue américain Lawrence Kolb souligne que l’héroïne n’est pas criminogène en elle-même mais est consommée majoritairement par des populations appartenant à ces milieux.
C'est en  1931 que l’Europe estime à son tour que le peu d’intérêt thérapeutique du produit ne compense pas son coût social.
En 1956, son usage médical est totalement interdit aux États-Unis ce qui ouvrira la voie à la Convention unique sur les stupéfiants de 1961.
La Convention unique sur les stupéfiants de 1961 porte principalement sur la coca, l’opium, le cannabis et leurs dérivés. L’héroïne sera progressivement interdite dans la plupart des pays à mesure qu’ils adaptent leur législation propre et classée comme stupéfiant. Elle reste très exceptionnellement utilisée dans certains traitements de substitution aux opiacés, sous surveillance médicale stricte.
Durant la guerre du Viêt Nam, jusqu'à 20 % des soldats américains sont devenus héroïnomanes,. 95 % d'entre eux ont arrêté définitivement d'en consommer lors de leur retour aux États-Unis.

## Chimie
« Héroïne » est son nom usuel, son nom scientifique étant diamorphine ou encore diacétylmorphine.
Elle est liposoluble.

### Synthèse
L’héroïne (diacétylmorphine) est un opioïde semi-synthétique obtenu à partir de la morphine, elle-même tirée du latex du pavot (Papaver somniferum). Elle est obtenue par acétylation de la morphine.
L’équipement nécessaire à la production est sommaire même si un laboratoire et des compétences minimales sont requises pour obtenir un produit de qualité.
Nombre de laboratoires clandestins seraient en fait des campements temporaires installés dans les endroits reculés des zones de production.
Les étapes de purification sont régulièrement omises. L'héroïne ainsi obtenue est alors de couleur beige à brun foncé. L'héroïne disponible en Europe provient principalement d'Afghanistan et celle-ci est de couleur beige à brune.
L'héroïne est-asiatique, principalement exportée aux États-Unis, est souvent blanche du fait d'un raffinage plus poussé nécessitant l'utilisation d'alcool, d'éther et d'acide chlorhydrique lors de l'étape finale. C'est ce que l'on nomme héroïne no 4.
L'héroïne black-tar, provenant principalement du Mexique, doit sa consistance et son aspect à une méthode d'acétylation moins efficace, utilisant de l'acide acétique glacial et différents catalyseurs. Cette variété d'héroïne contient bien souvent des concentrations élevées de 6-monoacétylmorphine, l'acide acétique n'étant pas à même d'acétyler pleinement la molécule de morphine. À noter que la 6MAM, contrairement à la 3-monoacétylmorphine, est psycho-active.

### Héroïne en Cristaux
Héroïne en Cristaux est une forme particulièrement pure d'héroïne, reconnaissable par son apparence cristalline. Cette forme est réputée pour être la version la plus pure de l'héroïne blanche, avec une pureté dépassant souvent 98 %, ce qui en fait un produit très recherché sur le marché.

#### Processus de Fabrication
1. Matériaux de Base :
  - Morphine sulfate (extrait de la poudre de pavot)
  - Anhydride acétique
  - Acide chlorhydrique (HCl)
  - Solvant pour recristallisation (comme l'éthanol ou l'éther diéthylique)
2. Méthode :
  - Extraction de la Morphine : La morphine est extraite de la poudre de pavot par des processus chimiques standard.
  - Acétylation : L’acétylation de la morphine est réalisée en utilisant de l’anhydride acétique, transformant la morphine en héroïne.
  - Cristallisation : L’héroïne brute est dissoute dans un solvant adéquat pour éliminer les impuretés.
  - Addition d'Acide Chlorhydrique : L'ajout d'acide chlorhydrique (HCl) permet de former le chlorhydrate d’héroïne, une version plus stable et cristalline de l'héroïne.
  - Recristallisation : La solution obtenue est soumise à une recristallisation rigoureuse pour isoler les cristaux d’héroïne HCl les plus purs. Ce processus est répété plusieurs fois pour maximiser la pureté. Voir recristallisation en français.

#### Caractéristiques
- Pureté : L’héroïne en cristaux est connue pour sa pureté exceptionnelle, souvent supérieure à 98 %, ce qui permet aux utilisateurs de vérifier facilement la présence d’éventuelles impuretés grâce à son apparence transparente ou légèrement blanche.
- Disponibilité et Prix : Cette forme de l'héroïne est relativement rare de nos jours en raison de la complexité de sa fabrication. En conséquence, le prix du chlorhydrate d’héroïne en cristaux pur à plus de 98 % peut varier entre 50 et 100 EUR pour 100 mg, en fonction de la pureté et de la région de vente.

## Pharmacologie
C’est un dépresseur du système nerveux central. Elle a une action analgésique et sédative comme les opiacés ainsi qu’une puissante action anxiolytique et antidépressive.
Du fait de leur structure moléculaire relativement proche des endorphines produites par l’organisme, les métabolites de la substance vont se lier au récepteur opiacé-µ. Par ressemblance, les opiacés vont donc se substituer aux endorphines dans les récepteurs, entraînant une euphorie, une analgésie et des effets anxiolytiques.

### Métabolisme
Dans l’organisme, elle est métabolisée en monoacétylmorphine puis en morphine par le foie.

## Usage détourné et récréatif

### Formes
L’héroïne pharmaceutique se présente sous la forme d’une poudre blanche très fine, soluble à froid (ou dans de l'eau tiède), mais dans la rue, elle peut se présenter sous la forme de poudres brunes, beiges ou blanches, plus ou moins fines. La version la plus pure de l'Héroine se trouve en forme de Crystaux d'Héroine HCl ultra pure (>98%), mais cela est quasimment inexistant. Il arrive que le produit soit compressé sous forme de « cailloux » lors de son conditionnement. On trouve également une forme solide ou pâteuse, très impure, produite au Mexique et importée aux États-Unis, le black tar ; son importation en Europe est anecdotique.
En sortie de laboratoire, la couleur et l’apparence du produit dépendent de sa pureté (certaines étapes de la production permettant d’obtenir un produit plus pur et blanc étant omises) mais également des produits de coupe utilisés. La couleur n’est cependant pas une indication fiable pour juger de la qualité, pas plus que la présentation sous forme de « cailloux » : il est très facile de recompresser la poudre après coupage[réf. nécessaire].
Il existe des appellations sous forme de numéros. Celles-ci sont relativement anciennes et désuètes à présent. Elles correspondaient à l'origine aux différentes étapes de fabrication et de purification :

#### Héroïneno3
Voir.
Cette héroïne est celle qui se vend et se consomme le plus en France Métropolitaine.

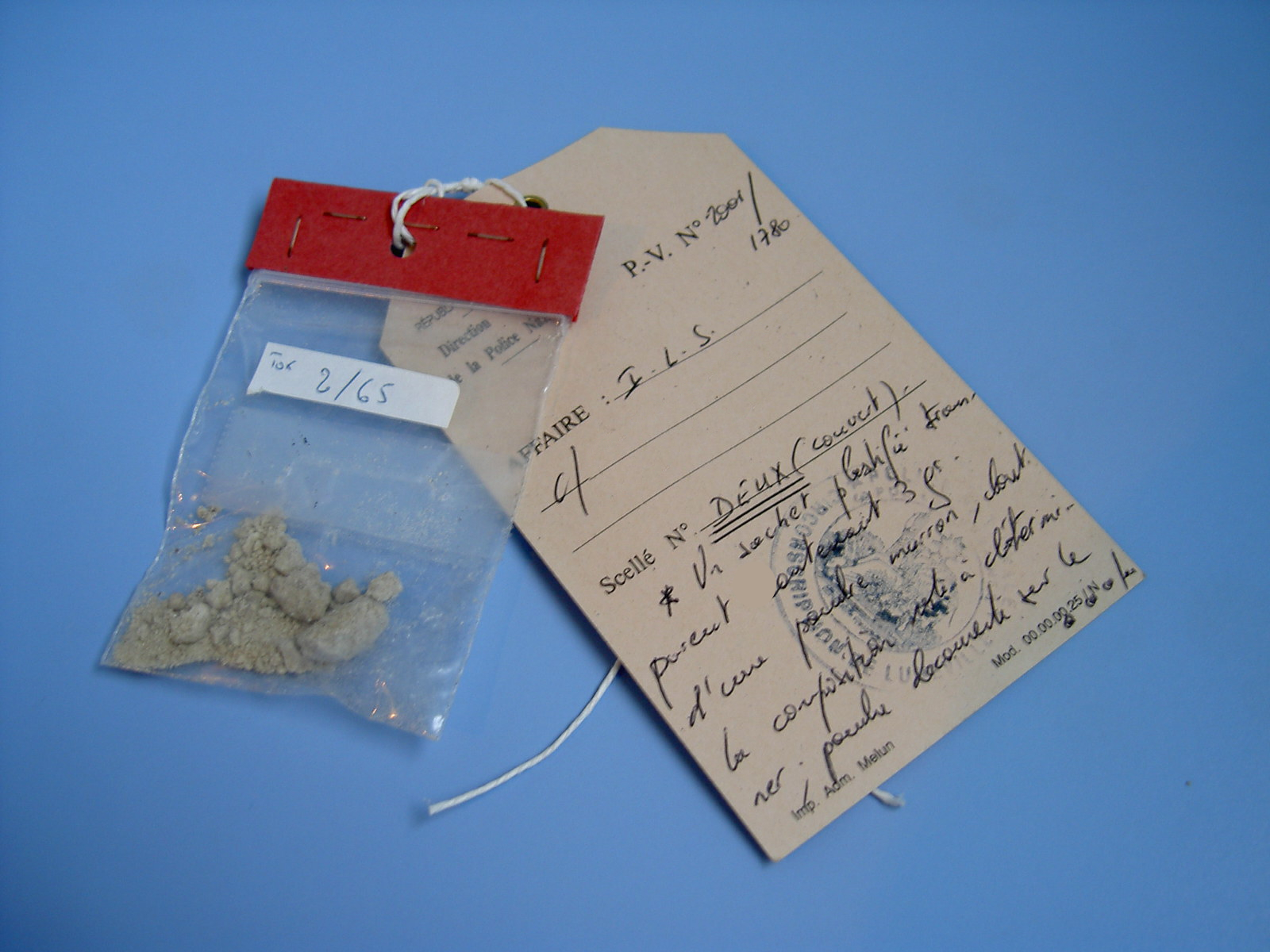
Échantillon d'héroïne (brown sugar) sous scellé. Saisie judiciaire dans le cadre d'une infraction à la législation sur les stupéfiants.

Aussi désignée, dans la rue, sous les termes héroïne brune, brown-sugar, brown, golden brown, brownstone, marron, kehla (Ou "Keh"), cassonade ; il s’agit (à l'origine) d’héroïne-base, contrairement aux sels (chlorhydrates et sulfates), celle-ci est traditionnellement produite — afin d’être fumée — et consommée en Asie du Sud-Est car elle n’est pas soluble dans l’eau bien que certains consommateurs ajoutent un acide (acide citrique, citron, vinaigre ou acide ascorbique/vitamine C) pour la transformer en sels (acétates, citrates…) afin de la rendre soluble et injectable. Celle-ci est souvent mélangée à des produits de coupe (caféine par exemple) présentant un point de fusion plus bas facilitant son inhalation lorsqu’elle est fumée.
Elle se présente comme une poudre granuleuse de couleur brune à grise. Cette héroïne ne peut être pure en raison d'une étape de raffinement manquante. Ainsi, dans les annales des saisies d'héroïne brune, 25 % correspondant à une héroïne marron puissante, 40 % au maximum. Attention car il peut néanmoins exister des héroïnes de couleur brune mais qui sont en réalité de la no 4 et qui peuvent s'avérer plus fortes.

#### Héroïne «black tar»
Un cas particulier donne une autre forme à l’héroïne no 3, elle est produite au Mexique bien que celle-ci soit principalement exportée aux États-Unis : le black tar (goudron noir)
C’est une héroïne impure se présentant sous la forme d’une pâte, plus ou moins solide de couleur noire ou brunâtre, à l’aspect plus proche de l’opium que d’une poudre ; ses caractéristiques en font une substance particulièrement utilisée par les fumeurs d’héroïne.
C’est une forme impure de la drogue, celle-ci est produite par les paysans mexicains qui n’ont qu’une faible expérience dans la culture du pavot et la production d’héroïne. Ceux-ci omettent nombre d’étapes dans le procédé de fabrication en transformant directement la morphine contenue dans l’opium en héroïne, sans passer par les étapes intermédiaires.

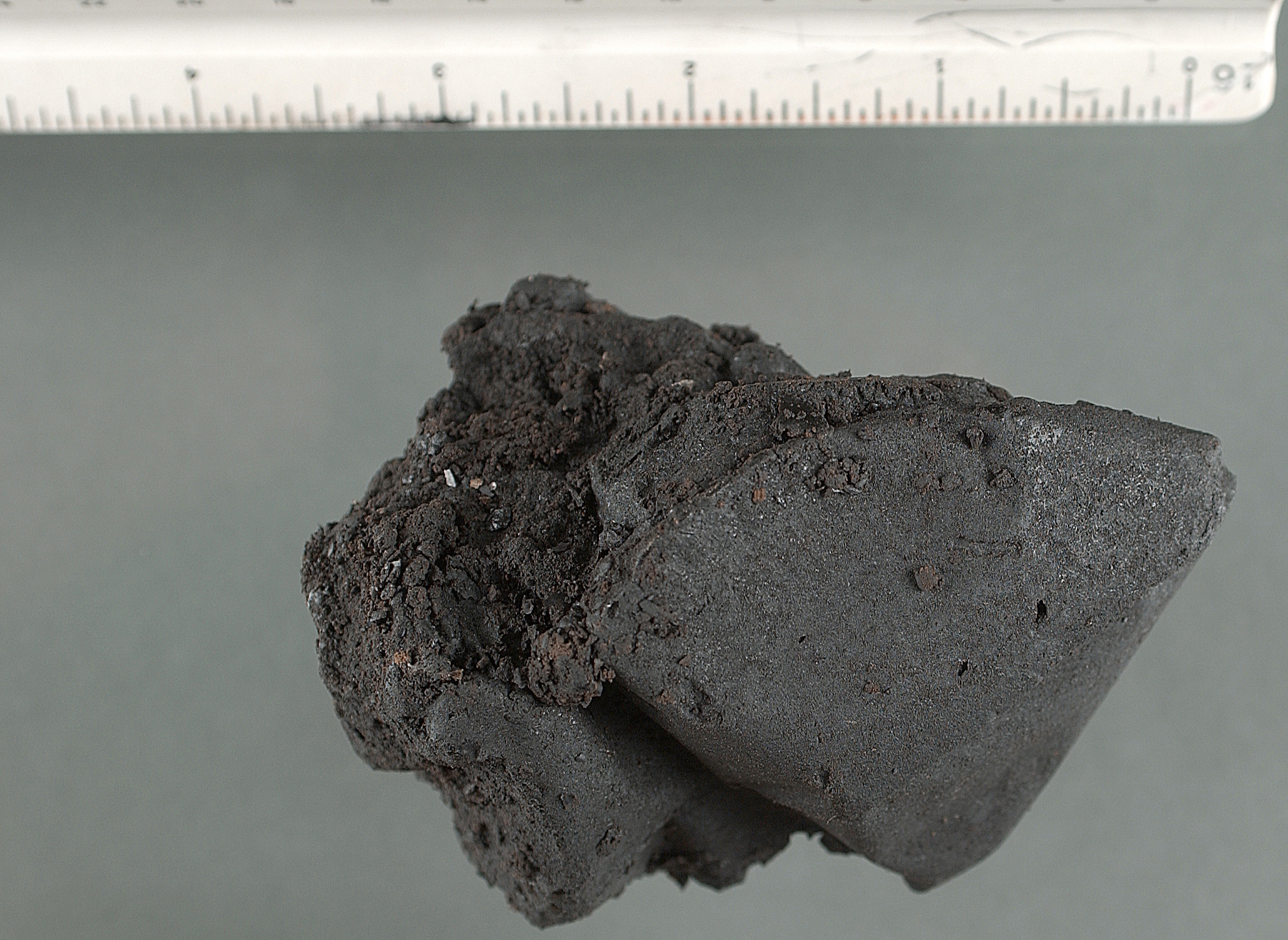
Héroïne « Black tar ».

#### Héroïneno4
Voir.
Aussi désignée sous le terme d’« héroïne blanche », il s’agit du produit sous forme de sel soluble dans l’eau, en général du chlorhydrate d’héroïne. Elle se présente comme une poudre blanche à beige très fine et légère. Elle est obtenue en poussant plus loin le raffinage de la morphine. Elle est traditionnellement produite dans le Triangle d’or mais aussi au Liban, en Syrie et au Pakistan. Cette héroïne, rare en France, est très recherchée par les amateurs d'héroïne, car bien plus pure que la no 3 (héroïne marron).

#### Héroïneno1 etno2
Ces appellations n'ont pas cours et ne doivent pas être utilisées. Comme elles correspondraient théoriquement aux produits intermédiaires de la fabrication, la no 2 correspondant à la morphine-base qui n'est donc simplement pas de l'héroïne[réf. souhaitée].

### Habitudes de consommation

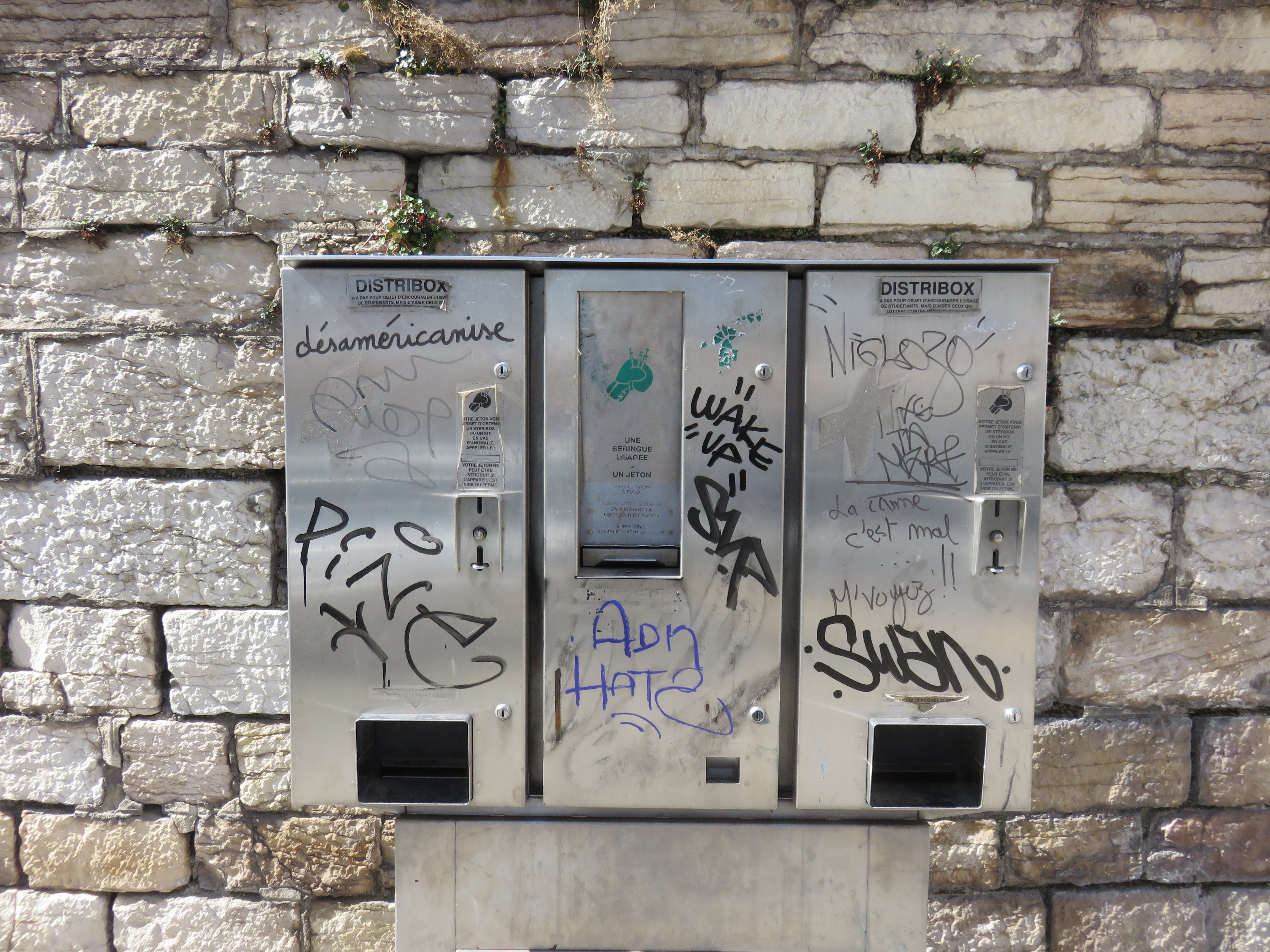
Une distribox permettant d'obtenir un kit stérilisé pour s'injecter de l'héroïne, à Lyon.

L’héroïne se présente sous forme de poudre brune, rarement blanche. Elle est coupée de manière variable (Les échantillons saisis dans la rue par la police française en 2016 présentent un taux de pureté moyen de 13 %) parfois avec d’autres produits psychoactifs, voire toxiques (caféine retrouvé dans 86 % des échantillons, paracétamol dans 79 %). La composition comme le degré de pureté sont très variables.
L’héroïne peut se consommer de différentes manières :
- par insufflation (en « sniff »), l'effet "apaisant" est dominant.
- en injection intraveineuse, l’effet apparaît alors très rapidement ;
- par inhalation (fumée ou prisée), l’effet analgésique est dominant[16] lors des premières prises, puis assez rapidement l'effet « apaisant » devient le seul recherché.

Même si la durée des effets est sensiblement la même (de quatre à six heures), leur perception varie selon le mode de consommation et l'individu en question,.
On parle de « chasser le dragon » ou « faire un alu » : méthode consistant à inhaler les vapeurs d’héroïne, chauffée la plupart du temps sur une feuille d’aluminium par le dessous.
L’injection présente des risques accrus de surdose ou d’infections locales ou systémiques graves.
L’héroïne a longtemps été associée à l’injection intraveineuse du fait des ravages sanitaires qu’avait provoqués ce mode de consommation dans les années 1970[réf. nécessaire]. L'utilisation des traitements de substitutions comme le Subutex (buprénorphine) et la méthadone, ainsi que les campagnes de prévention et d’information sur cet usage qui permettait la transmission d’un certain nombre d’infections via les échanges de seringues (VIH, hépatites B et C), ont fait considérablement baisser ce mode de consommation, au point qu’il est considéré comme minoritaire dans les pays occidentaux.
Si les risques de transmission infectieuse sont considérablement réduits par la consommation en inhalation prisée, ils restent présents du fait de l’échange des pailles qui transportent le même type d’infections, la tuberculose en plus.[réf. souhaitée]
L’héroïne peut être consommée à la suite d'une prise de cocaïne (en « descente ») pour atténuer les effets angoissants de la diminution de celle-ci dans l’organisme; et parfois en « speed-ball » (cocaïne avec héroïne) afin de compenser les effets dépresseurs de l’héroïne[Information douteuse] par les effets stimulants de la cocaïne (la cocaïne ayant une durée d'action plus courte, la dose d'héroïne doit être surveillée afin d'éviter une overdose lors de la fin des effets).

### Effets et conséquences

Dans une enquête de 2011 auprès de 292 experts cliniques en Écosse, l'héroïne a été classée 1re à la fois pour le préjudice personnel et pour le préjudice causé à la société, sur 19 drogues récréatives courantes (voir aussi à ce sujet : Classification des psychotropes).

L’utilisation répétée de la diacétylmorphine aboutit à un certain nombre de changements physiologiques, y compris une diminution des récepteurs opiacés disponibles[réf. souhaitée].
Quatre à vingt-quatre heures après la dernière prise de diacétylmorphine, les récepteurs sont toujours occupés par les opiacés, mais les effets de la substance perdent en intensité. Les récepteurs ne sont alors plus disponibles pour lier les endorphines, ce qui entraîne des conséquences graves et des effets inverses de ceux recherchés.
C’est ce processus qui est responsable de l’accoutumance et de la dépendance physique, où le corps ayant réduit sa production d’endorphines présente des symptômes physiques de manque de cette substance, appelé le « syndrome de sevrage aux opiacés ». Ce syndrome entraîne des symptômes extrêmement inconfortables, comme la douleur (lombalgie et fortes douleurs aux jambes), l’anxiété, l’insomnie et des spasmes musculaires, vomissements, diarrhées abondantes, dépression, grande sensation de mal-être, fatigue intense malgré l'insomnie, obsession envers le produit.
Du fait de son fort caractère analgésique, elle peut masquer les douleurs dues aux infections.
En cas de surdose, l’héroïne peut entraîner la mort par dépression respiratoire. Le surdosage étant généralement accidentel et imputé à une dose trop concentrée.Interprétation abusive ?

#### Effets psychiques
- Flash, relaxation, apaisement[16].
- Euphorie[16].
- Extase[22].
- Apaisement de l'angoisse (anxiolytique)[réf. souhaitée].

#### Effets somatiques
- Réchauffement.
- Analgésie.
- Myosis.
- Bradycardie.
- Hypotension artérielle.
- Diminution de la libido et/ou anorgasmie.

Ces effets sont éventuellement accompagnés ou suivis d’un état de somnolence[réf. nécessaire].

#### Effets à court terme
- Problèmes gastro-intestinaux[16](nausées, vomissements).
- Ralentissement du rythme cardiaque[réf. souhaitée].
- Baisse de l’amplitude respiratoire[16].
- Contractions importantes de la pupille (myosis)[11].
- Action antitussive[11].
- Hypothermie[réf. souhaitée].
- Démangeaisons[réf. souhaitée].
- Dysurie (Difficultés à uriner).

Dans les cas les plus graves :
- dépression respiratoire pouvant entraîner la mort[réf. souhaitée].

#### Effets à moyen terme
- Baisse de l’appétit pouvant entraîner des carences alimentaires voire des problèmes buccodentaires[16].
- Constipation[16] et dysurie (dfficultés à uriner)[réf. souhaitée].
- Insomnies[réf. souhaitée].
- Interruption des menstruations[réf. souhaitée].
- Diminution voire disparition de la libido.

#### Effets à long terme
- Forte dépendance physique et psychique[16].
- Accoutumance acquise aux opiacés[réf. nécessaire].
- Infections opportunistes du fait de l’état d’affaiblissement général[16].
- Trouble de l'humeur[réf. souhaitée].
- Troubles anxieux[réf. souhaitée].
- Apathie[réf. souhaitée].
- Problèmes cutanés[réf. souhaitée].
- Problèmes dentaires[réf. souhaitée].
- Repli sur soi, isolement[Information douteuse].
- Problèmes financiers et judiciaires.

### Dépendance
L’héroïne entraîne une accoutumance et une dépendance fortes. L’arrêt brutal d’héroïne provoque un syndrome de sevrage autrement appelé manque.
La cure de désintoxication à l’héroïne inclut généralement la prise de médicaments de substitution, tels que la méthadone ou la buprénorphine (Subutex). Ces substituts sont des opioïdes synthétiques. Ils ralentissent l’apparition des symptômes de sevrage, les repoussant sans pour autant les supprimer. Les effets euphoriques de ces substances sont moindres et leur temps de demi-vie (durée d’action) est plus grande que celle de l’héroïne, permettant ainsi une prise quotidienne unique. La substitution permet également aux patients toxicomanes qui le désirent de se couper du milieu de la drogue[réf. nécessaire].
La finalité d'une cure étant le sevrage définitif à court ou long terme en baissant les doses afin d’atténuer graduellement l'accoutumance[réf. nécessaire].
La prise d’héroïne par voie intraveineuse est considérée comme un mode d’administration particulièrement addictogène[réf. nécessaire].
L’addiction à l’héroïne est décrite par un processus en trois étapes[réf. obsolète] (ce modèle est controversé) :
- la lune de miel : l’usager consomme pour le plaisir. Sa consommation est considérée comme contrôlée. Une tolérance s’installe ainsi qu’une dépendance psychique ;
- la gestion du manque : la dépendance physique apparaît. L’usager consomme pour éviter l’état de manque. Il développe souvent une polyconsommation de gestion du manque (consommation de benzodiazépines, alcool, cannabis, etc.) ;
- la galère : le manque est omniprésent. La dépendance est majeure avec des comportements de perte de contrôle.

#### Traitements de l'héroïnomanie
Le traitement de la dépendance à l’héroïne est long et vise à obtenir l’abstinence ou un contrôle des consommations. Il nécessite souvent une aide extérieure et la mise en place d'un traitement de substitution et/ou d'un traitement psychiatrique (neuroleptiques, antidépresseurs, thymorégulateurs, etc.).
La première phase de ce traitement passe par un sevrage où un traitement médical aide l’usager à supporter les symptômes du manque. Pour ce faire les usagers passent :
- soit par un sevrage médicamenteux (mélange de différents médicaments visant à réduire les symptômes du manque) qui est proposé à ceux qui sont le moins « accros » à la substance et qui, de ce fait, durera moins longtemps[réf. souhaitée] ;
- soit par un sevrage à la buprénorphine proposé à ceux qui ont eu un parcours plus long dans le cheminement de la toxicomanie[réf. nécessaire], ce traitement de substitution est prescrit par n'importe quel médecin, ce qui peut entraîner des dérives : trafic, marché noir, etc.[réf. nécessaire].

- Enfin, il y a le traitement à la méthadone, produit de substitution beaucoup plus difficile à se procurer en France que la buprénorphine, car très contrôlé. Pour suivre un traitement à la méthadone, il faut obligatoirement passer par un centre spécialisé où l'usager devra suivre une procédure stricte passant par différents rendez-vous (en général avec un médecin, un psychologue, et un travailleur social) visant à établir le degré de sa dépendance et à mettre en place son traitement[réf. souhaitée]. En général, les sevrages à la méthadone sont les plus longs, cela peut aller de quelques mois à plusieurs années, du fait de la puissante addiction due au produit. Le manque physique de l'héroïne dure environ une semaine suivi de plusieurs semaines de depression, celui de la buprénorphine environ deux semaines suivi d'un mois de dépression, celui de la méthadone peut durer deux semaines suivi de plusieurs mois de dépression plus ou moins intense[réf. nécessaire].

Cette aide extérieure peut se manifester de différentes façons : obligation de soins, début de prise en charge sanitaire via une structure de premier plan type site d’injection supervisée, matériel de réduction des risques, mise en place d’un traitement de substitution, prise en charge psychologique, médicale et sociale globale, hospitalisation en cure de désintoxication voire post-cure.[pas clair]

#### Héroïne et grossesse
L'héroïne n'est pas tératogène mais sa consommation durant la grossesse pose néanmoins de nombreux problèmes, dont une fréquente découverte tardive de la grossesse qui implique un mauvais suivi et des risques accrus de prématurité et de retard de croissance intra-utérin[réf. souhaitée].
Le risque fœtal majeur est l'hypoxie aiguë secondaire aux épisodes de manque, le syndrome de manque chez la femme enceinte est par conséquent une indication à l'instauration d'un traitement de substitution aux opiacés en urgence (par méthadone ou buprénorphine)[réf. souhaitée].
Le syndrome de sevrage néonatal survient chez 40 à 60 % des nouveau-nés de mères ayant consommé des opiacés pendant la grossesse, dans un délai de 24 à 36 heures pour l'héroïne et la buprénorphine, et de 2 à 7 jours pour la méthadone. Il se manifeste par des signes d'irritabilité du système nerveux central, des troubles digestifs, respiratoires et neuro-végétatifs. Il est côté par le score de Lipsitz ou le score de Finnegan, et peut justifier un traitement du nouveau-né par chlorhydrate ou sulfate de morphine, uniquement en cas de syndrome de sevrage très sévère[réf. souhaitée].

### Statistiques
En France, en 2010, on estime le nombre d’expérimentateurs d’héroïne à environ 500 000 puis 600 000en 2017.
En 2005, on comptait environ 160 000 héroïnomanes dont la moitié suivait un traitement substitutif aux opiacés (buprénorphine, méthadone, etc.).
En Belgique, en 2007, le nombre de personnes dépendantes à l'héroïne est estimé entre 3 500 et 4 500 en province de Liège et entre 1 600 et 2 000 à Liège (soit de 13 à 17 personnes pour 1 000 habitants de Liège âgés de 15 à 64 ans),. Ces estimations constituent un minimum.
Selon le rapport de l’OICS du 1er mars 2006[réf. nécessaire] :
- l’abus d’héroïne est peu répandu en Afrique avec un taux annuel de prévalence de l’abus d’opiacés de 0,2 % (pour la période 2002-2004, chez les individus âgés de 15 à 64 ans), chiffre inférieur à la moyenne mondiale de 0,3 % ;
- en Europe, la prévalence annuelle de l’abus d’opiacés est de 0,8 % (et atteint même 1,7 % en Lettonie) ;
- aux États-Unis, la consommation d’héroïne a augmenté de 77 % entre 2002 et 2013[28] ;
- l’abus d’héroïne ne pose pas de problème majeur en Amérique du Sud ou en Océanie[citation nécessaire] ;
- en Asie de l’est et en Asie du Sud-Est, les opiacés restent les principales drogues consommées ;
- dans les pays d’Asie centrale, la principale drogue donnant lieu à des abus est désormais l’héroïne.

## Production et trafic

Principaux pays producteurs d’héroïne.

Jusqu’au milieu des années 1970 et depuis les années 1930, les filières d’acheminement d’héroïne sont tenues par les Français de la « French Connection » qui s’approvisionnent en opium de Turquie et la mafia américaine héritière de Lucky Luciano.
Une fois la « French connection » supprimée, c’est la filière asiatique qui reprend le marché avec la Turquie ou l’Albanie comme pays de transit.
En France, elle est remplacée dans les années 1980 par la filière nigériane changeant ainsi de pays de transit mais pas de pays producteurs.
L’année 2000 vit le commandeur des talibans, le mollah Mohammad Omar, décréter que la culture du pavot, étant anti-islamique, devait cesser, alors que l'Afghanistan était considéré comme premier producteur mondial de pavot à cette date.
D’après l’organe international de contrôle des stupéfiants dans son rapport du 1er mars 2006, l’Afghanistan est redevenu le premier producteur mondial de pavot à opium (87 % de la production mondiale), 60 % du produit transite par l’Asie occidentale et 20 % par l’Asie centrale pour rejoindre ensuite essentiellement l’Europe mais aussi l’Amérique du Nord.
Mais c’est en Amérique du Sud notamment en Colombie qu’est produite et transformée près de 60 % de l’héroïne disponible sur le marché américain où elle entrerait en passant par le Mexique.
Une partie de la production licite de pavot à opium d'Inde est détournée pour le marché clandestin et transformée et consommée sur place.
L'Office des Nations unies contre la drogue et le crime estime en 2010 que la surface totale de plantations de pavot dans le monde est passée de 223 000 ha produisant 8 890 t d'opium en 2007 à 181 000 ha produisant 7 754 t d'opium donnant 657 t d'héroïne en 2009, mais en 2008, seules 340 t sont effectivement consommées, la Russie étant le premier pays consommateur[réf. obsolète].

#### Sur le trafic de l'héroïne et les services spéciaux
- (en) Edward Jay Epstein, Agency of fear: opiates and political power in America, G.P. Putman and sons, New York, 1977.
- (en) Alfred W. McCoy, The politics of heroin in southeast Asia, The Washington Monthly Company, 1972  (ISBN 0061319422).
- (en) Henrik Krüger, The Great Heroin Coup: Drugs, Intelligence, and International Fascism, Boston: South End Press, 1980, 240 p. (d’abord publié au Danemark sous le titre Smukke Serge og Heroinen en 1976)  (ISBN 0896080315).

#### Sur la consommation dans le milieu rock
- (en) Anthony Kiedis, Scar tissue (autobiographie).
- Keith Richards, Life (autobiographie).
- Slash, Slash (autobiographie).

### Littérature
- Tony O'Neill, Du bleu sur les veines ou le titre original : Digging The Vein (2006)
- William S. Burroughs, Junky (1953), Le Festin Nu (1959)
- Christiane Felscherinow : Moi, Christiane F., 13 ans, droguée, prostituée… (1978)
- The Basketball Diaries (1978) de Jim Carroll
- Candy (1997) de Luke Davies
- Bleu presque transparent (1976) de Ryû Murakami
- L'Herbe bleue (1971), de Beatrice Sparks
- Charles Duchaussois, Flash ou le Grand Voyage (1971)
- Junk (1996) de Melvin Burgess
- Un peu d'espoir (1994) de Edward St Aubyn
- Le Livre de Caïn, Alexander Trocchi
- Dernière descente à Murder Miles, Tony O'Neill
- Trainspotting (1993) d'Irvine Welsh

#### Musique
- The Velvet Underground, Heroin, 1967
- The Velvet Underground, Sister Ray, 1968
- The Beatles, Happiness Is a Warm Gun, 1968
- The Rolling Stones, Brown Sugar, 1971
- Lou Reed, Perfect Day, 1972
- Patti Smith, album Horses (au titre allusif, « horse » étant un des surnoms argotiques de l'héroïne ; sur la pochette, la chanteuse poète tient une veste avec un petite broche en forme de cheval), 1975
- The Stranglers, Don't Bring Harry (album The Raven), 1979
- Francis Lalanne, Marteau-piqueur (album Rentre chez toi), 1979
- The Stranglers, Golden Brown, 1982
- Serge Gainsbourg, My Lady Héroïne, 1986
- Aux enfants de la chance
- Sumo, Heroina (album Llegando los monos (es)), 1986
- The Gun Club, She's Like Heroin To Me (album Fire of Love), 1981
- Guns N' Roses, Mr Brownstone, 1987
- The La's, There She Goes, 1988
- Mano Solo, Au Creux De Ton Bras (album La Marmaille Nue), 1995
- Vidoll, Heroin (album If… yakubutsu ranyô bokumetsu campaign…), 2003
- Manu Chao, Helno est mort (album Sibérie m'était contée), 2004
- Neil Young, The Needle and the Damage Done (album Harvest (album)), 1972
- Red Hot Chili Peppers, Transcending (album One Hot Minute), 1995
- Silverstein, My Heroïne (album Discovering the Waterfront), 2005
- System of a Down, She's Like Heroin, 2005
- LIM, Laisse tomber Hélène, 2005
- The Only Ones, The Beast (album The Only Ones), 1978
- Svinkels - Le Blues Du Tox (album Dirty Centre), 2008
- Tagada Jones, La Descente aux enfers (album Descente aux enfers), 2011
- Ministry, Just one fix (album Psalm 69: The Way to Succeed and the Way to Suck Eggs), 1992
- Anticeptik, White City, 2015
- Blur, beetlebum, 1997
- Lana Del Rey, Heroin, 2017
- The Stooges, My Girl Hates My Heroin, 1989

#### Cinéma
- Connection (1961) de Shirley Clarke
- Trainspotting (1996) de Danny Boyle
- Requiem for a Dream (2000) de Darren Aronofsky
- Moi, Christiane F., 13 ans, droguée, prostituée… (1981) de Uli Edel
- Basketball Diaries (1995) de Scott Kalvert
- The Corner (série) (2000) de David Simon, David Mills et Robert F. Colesberry
- Candy (2006) de Neil Armfield
- Gridlock'd (1997) de Vondie Curtis-Hall
- Panique à Needle Park de Jerry Schatzberg
- La French (2014) de Cédric Jimenez
- T2 Trainspotting (2017) de Danny Boyle

#### Sur le trafic de l'héroïne
- Narcotrafic en Colombie (1990-2020 environ)
- Bande Verte (1900-1950 environ)
- French connection (1937-1972)
- Pizza connection (1974-1985)